# Tuligłowy (województwo lubelskie)
Tuligłowy – wieś w Polsce położona w województwie lubelskim, w powiecie krasnostawskim, w gminie Krasnystaw. Miejscowość wchodzi w skład sołectwa Małochwiej Duży.
Miejscowość położona w przebiegu drogi krajowej nr 17 .
W latach 1975–1998 miejscowość administracyjnie należała do ówczesnego województwa chełmskiego.
Przez miejscowość przepływają rzeki: Wieprz i Wojsławka. We wsi i okolicy znajdują się liczne stawy.
Wierni Kościoła rzymskokatolickiego należą do parafii św. Franciszka Ksawerego w Krasnymstawie.

## Historia
Według Słownika geograficznego Królestwa Polskiego z roku 1892, Tuligłowy stanowiły osadę młynarską położoną nad rzeką Wieprz w powiecie krasnostawskim, gminie i parafii Krasnystaw. Wieś leży na prawym brzegu rzeki Wieprz, o 8 wiorst na południe od Krasnegostawu, przy wsi Małochwiej. Około 1892 roku posiadała młyn amerykański z produkcją roczną liczoną na 60 000 rubli srebrnych. W 1827 roku we wsi znajdowały się 2 domy i 11 mieszkańców podległych parafii w Dorohusku.

## Szlaki turystyczne
Szlak Tadeusza Kościuszki